# Brahms: The Boy II
Brahms: The Boy II är en amerikansk skräckfilm från 2020. Det är en fristående fortsättning på The Boy från 2016. Filmen är regisserad av William Brent Bell. Manus har skrivits av Stacey Menear. I USA hade filmen sin premiär den 21 februari 2020. Sverigepremiären var den 24 juni 2020.

## Handling
En ung familj flyttar in i gästhuset på familjen Heelshires gård. De har ingen vetskap om vad som hänt familjen Heelshire. Det tar inte lång tid innan sonen i familjen bekantar sig med en ny kompis, den väldigt människolika dockan som lystrar till namnet Brahms.

## Rollista (i urval)
- Katie Holmes - Liza
- Owain Yeoman - Sean
- Christopher Convery - Jude
- Ralph Ineson - Joseph
- Anjali Jay - Dr. Lawrence
- Oliver Rice - Liam
- Natalie Moon - Pamela
- Daphne Hoskins - Sophie
- Joely Collins - Mary